# SimCity (2013)
SimCity (ook wel bekend als SimCity 5) is het op een na laatste spel in de computerspelserie SimCity. Het is ontwikkeld door Maxis, en in België en Nederland uitgegeven op 7 maart 2013 door Electronic Arts. De OS X-versie verscheen wereldwijd op 29 augustus 2013.
In de eerste twee weken werd het spel meer dan 1,1 miljoen keer verkocht. 54 procent daarvan waren digitale aankopen.
Op 14 november 2013 kwam in Europa het eerste uitbreidingspakket uit: SimCity: Steden van de Toekomst. Met deze uitbreiding worden futuristische gebouwen en mogelijkheden toegevoegd.

## Gameplay
Het spel wordt gezien als een reboot van de SimCity-serie. Spelers kunnen gebieden aanwijzen voor commercie, industrie en woningen, ook kunnen ze voorzieningen voor elektriciteit, water en rioleringen plaatsen. Openbaar vervoer is eveneens aanwezig.
SimCity maakt gebruik van een nieuwe engine, genaamd GlassBox.
Nieuw is de multiplayer-modus. Een gebruiker moet hierbij altijd een actieve internetverbinding hebben, deze is nodig voor het opslaan van steden en het uitwisselen van goederen tussen spelers. Sinds update 10 van het spel kan een gebruiker in de singleplayer-modus wel doorspelen zonder internetverbinding. Voor de multiplayer-modus is een actieve internetverbinding echter nog steeds vereist.

## Soundtrack
Alle muziek is geschreven door Chris Tilton.
| Nr. | Titel                                | Duur |
| --- | ------------------------------------ | ---- |
| 1.  | SimCity Theme                        | 2:50 |
| 2.  | Population - 1                       | 6:16 |
| 3.  | Building the Foundation              | 6:10 |
| 4.  | The Long Construction                | 6:06 |
| 5.  | Analytics                            | 3:08 |
| 6.  | Cautionary Tale                      | 1:36 |
| 7.  | Town and Out                         | 6:08 |
| 8.  | Living in Infrastructure             | 5:42 |
| 9.  | Clear Skyscrapers                    | 6:07 |
| 10. | Disaster!                            | 1:48 |
| 11. | Clean Build of Health                | 3:47 |
| 12. | Urban Sprawler                       | 6:06 |
| 13. | Metropolis Made Easy                 | 6:20 |
| 14. | A Tale of Sim Cities                 | 6:37 |
| 15. | All in a Decade's Work               | 3:53 |
| 16. | SimCity Trailer                      | 1:05 |
| 17. | Red City Lights                      | 5:22 |
| 18. | Population - 1 (Night Mix)           | 6:17 |
| 19. | The Long Construction (Night Mix)    | 6:08 |
| 20. | Building the Foundation (Night Mix)  | 6:09 |
| 21. | Analytics (Night Mix)                | 3:08 |
| 22. | Town and Out (Night Mix)             | 6:08 |
| 23. | Living in Infrastructure (Night Mix) | 5:43 |
| 24. | Clear Skyscrapers (Night Mix)        | 6:07 |
| 25. | Urban Sprawler (Night Mix)           | 6:07 |
| 26. | Metropolis Made Easy (Night Mix)     | 5:16 |
| 27. | A Tale of Sim Cities (Night Mix)     | 6:41 |
| 28. | Good Evening, & Good Night           | 1:15 |

## Kritiek
| Recensiescore            | Recensiescore |
| Recensieverzamelaar      | Score         |
| ------------------------ | ------------- |
| GameRankings             | 63.82%        |
| Metacritic               | 64/100        |
| Publicist                | Score         |
| Computer and Video Games | 6,8/10        |
| Eurogamer                | 6/10          |
| Game Informer            | 6,5/10        |
| Gamer.nl                 | 7,5/10        |
| GameSpot                 | 5/10          |
| GamesRadar+              | 3/5           |
| IGN                      | 7,5/10        |
| PC Gamer (VK)            | 69%           |
| Power Unlimited          | 76%           |
| Tweakers                 | 6,5/10        |

Hoewel het spel heel hoge verwachtingen kende, kreeg het op Metacritic een score van 64 (op 100) op basis van 75 officiële reviews en 2,1 (overwhelming dislike) van 4270 gebruikers (midden maart 2014).

### Serverproblemen
Toen het spel uitkwam waren er veel problemen met de servers. Een internetverbinding en verbinding met Origin was toen echter noodzakelijk om het spel te spelen, waardoor spelers de eerste weken hun spel niet of met moeite konden opstarten. EA Games schonk aan alle spelers die met deze problemen te kampen kregen, een gratis spel naar keuze.

### Digital rights management
Om het spel te spelen is een continue internetverbinding noodzakelijk. In eerste instantie beweerde EA dat deze verbinding nodig was omdat de servers een deel van het rekenwerk zouden doen. Dit is vrij snel na het uitkomen van het spel onwaar gebleken: er was een bericht waar een medewerker van Maxis zei dat een internetverbinding niet nodig was. Later toonde een hacker ook aan dat dit daadwerkelijk het geval was.
EA heeft altijd volgehouden dat de internetverbinding nodig zou zijn om het spel te laten functioneren. Er wordt vanuit veel richtingen echter beweerd dat dit een vorm van digital rights management is, ofwel een manier om het spel te beveiligen tegen illegaal kopiëren. Het grote risico voor de consument is dat EA de servers uitschakelt zodra de inkomsten van het spel te klein worden. Hierdoor wordt het spel onmiddellijk onspeelbaar zonder dat de speler recht heeft op een schadevergoeding.
Na 6 maanden van ontwikkeling kwam Maxis op 18 maart 2014 met update 10.0. Deze voegde onder andere een singleplayer-modus aan het spel toe, waardoor er geen internetverbinding meer benodigd is om te spelen, en gebieden en steden lokaal worden opgeslagen.

### Simulatie
SimCity richt zich op het simuleren van een stedelijke omgeving. De producenten hebben telkens gehamerd op het niveau van het realisme. Veel gebruikers en recensenten hebben echter geconstateerd dat het spel niet aan hun verwachtingen voldoet.

Een aantal opmerkingen:
- De steden zijn klein in oppervlakte. EA had eerst aangegeven dat ze in de toekomst mogelijk grotere steden zou publiceren, maar heeft later gemeld dat dit niet zal gebeuren.
- De bewoners van de stad bleken zich merkwaardig te gedragen. Zo werkten ze elke dag bij een willekeurig bedrijf en woonden ze, als ze naar huis gingen, in een willekeurige woning.
- Brandweerwagens stonden vast in het verkeer, ondanks zwaailichten en sirenes.
- De interactie tussen de verschillende steden in een gesimuleerde regio bleek niet of slecht te werken, ondanks dat dit een van de hoogtepunten zou zijn op het gebied van vernieuwing in het spel.
- Het verkeer in steden liep op onverklaarbare wijze vast bij een bevolkingsaantal rond 120.000. Hierdoor daalde de tevredenheid van de bevolking en gingen de inkomsten van de stad sterk terug.

EA heeft sinds het uitbrengen van het spel een flink aantal patches en updates uitgebracht om deze problemen op te lossen.

## Systeemvereisten
Voor beide versies is een account op Origin vereist. Voor de multiplayer-modus is een ononderbroken internetverbinding benodigd.